# Waco Untold: The British Stories
Waco Untold: The British Stories är en brittisk thriller- och dokumentärserie vars första säsong hade premiär på ITVX den 2 september 2023. Serien bestod av av två avsnitt.

## Handling
År 1993 förlorade 82 medlemmar (varav 23 brittiska medborgare) ur en extremistisk religiös grupp som kallades Branch Davidians sina liv i Waco, Texas. Dokumentärserien fokuserar på vad som hände med dem under belägringen och stormningen.

## Medverkande (i urval)
- Elaine Sellors
- Marc Breault
- Kenneth Newport
- Parnell McNamara
- Stuart Bernard